# Bernart de Rovenac
Bernart de Rovenac, o Rovenhac o Roenach o Rouvenac o Rozenac, anche scritto Raimon Bernart de Rovinhan (fl. 1242-1261), è stato un trovatore linguadociano.
Del suo intero corpus poetico ci restano solo quattro sirventes. L'atteggiamento onnipresente nella sua poesia è forse meglio espresso in questi versi: 
Bernart proviene da Rovenac nell'attuale Aude. Viene attestato per la prima volta all'inizio del 1242, quando compone una poesia, Ja no vuelh do mi esnenda, in merito a una rivolta locale in Linguadoca contro re Luigi IX, dove attacca verbalmente sia Giacomo I d'Aragona che Enrico III d'Inghilterra per non essere andati a prestare aiuto ai loro vassalli. Bernart gioca sul nome occitano di Giacomo, Jacme: Jacme (vale a dire jac-me, "mandami a letto") quar trop vol jazer ("dato che vuole adagiarsi troppo"); in altri termini, invece di darsi da fare [per soccorrere i suoi in difficoltà] trascura di farlo. Questo componimento viene scritto a Limós, nei pressi di Rovenac, come specifica un verso della tornada. 
In una poesia di poco poesteriore, D'un sirventes m'es gran voluntatz preza, Bernart attacca amdos los reis ("entrambi i re") per avere trascurato i lor fieus ("i loro feudi") che il rei que conquer Suria ("re che conquistò la Siria") possedeva. I due re sono Giacomo ed Enrico e "il re che conquistò la Siria" è un riferimento sarcastico a Luigi, che nella settima crociata finì sconfitto e prigioniero nella battaglia di Mansurah (1250). Luigi era ancora prigioniero in Siria (1254) quando Bernart scrive nella speranza che i due re traggano vantaggio in assenza del monarca francese. 
A causa della sua poesia politica, Bernart era molto impopolare alla corte aragonese, benché abbia viaggiato nella Castiglia e certamente aveva un'alta considerazione di Alfonso X di Castiglia. Nel 1259–1260 si unisce alla rivolta capeggiata da Raimondo Folch V de Cardona contro Giacomo d'Aragona, cagione di un meg-sirventes (mezzo-sirventes) ormai non più esistente, ma menzionato nella poesia Can aug en cort critz e mazans e brutz di Cerverí de Girona (verso la fine del 1259). La risposta di Bernart, ammesso che vi sia stata, alle critiche mosse da Cerverí sul fatto che egli non fosse nient'altro che un giullare, non ci è pervenuta. Cerverí, similmente a Bernart, era favorito da Ramon Folc, ma diversamente da Bernart divenne un poeta di corte dei re aragonesi. La gelosia professionale potrebbe avere avuto il suo peso nel battibecco con En Roenach, dato che rimase certamente in buoni rapporti con Ramon Folc. 
La sola composizione di Bernart che non può essere datata con precisione è Una sirventesca, scritta tra il 1241 e il 1253. È un sirventes joglaresc, vale a dire un sirventes, fatto con l'intento di divertire, di un giullare o menestrello, in questo caso di nome Rainier. Il metro è ampiamente artificioso e gli ultimi due versi di ogni cobla fungono da refranh (ritornello). Cerverí lo copia nel suo Ta mal ne fay sala, il secondo aniversari per Ramon Folc V (morto nel 1276). Bernart era, oltre che influente su Cerverí, anche suo competitore, la cui carriera inizia quando quella di Bernart finisce. 
L'ultimo sirventes di Bernart viene ispirato dall'esecuzione di Guillem Ramon II d'Òdena nel 1261, il cui testamento, nel quale confessa le sue colpe e i suoi crimini, è datato al 14 gennaio e la sua esecuzione deve aver avuto luogo poco dopo questa data. Viene dichiarato colpevole per aver voluto rompere la tregua firmata tra la Corona e i baroni e condannato a morte  dall'infante Pietro tramite annegamento nel tratto di mare tra Sitges e Cubelles. In Belh m'es quan vei pels vergiers e pels pratz, poesia composta nello stesso metro del Can aug di Cerverí, Bernart si scaglia contro Pietro, paragonandolo a un carnefice dal volto mascherato. Gli studiosi l'hanno datata al 1224 e al 1274–1275, ma il suo contesto non lascia dubbi sul fatto che sia stata composta nel 1261.